# Grand Prix Itálie 1957
Grand Prix Itálie 1957 (oficiálně XXVIII Gran Premio d'Italia) se jela na okruhu Autodromo Nazionale Monza v Monze v Itálii dne 8. září 1957. Závod byl osmým a zároveň posledním v pořadí v sezóně 1957 šampionátu Formule 1.

## Závod
| Poř.   | No. | Jezdec                          | Konstruktér | Počet kol | Čas/Odstoupení | Pořadí na startu | Body |
| ------ | --- | ------------------------------- | ----------- | --------- | -------------- | ---------------- | ---- |
| 1      | 18  | Stirling Moss                   | Vanwall     | 87        | 2:35:03.9      | 2                | 8    |
| 2      | 2   | Juan Manuel Fangio              | Maserati    | 87        | +41.2          | 4                | 6    |
| 3      | 36  | Wolfgang von Trips              | Ferrari     | 85        | +2 kol         | 8                | 4    |
| 4      | 26  | Masten Gregory                  | Maserati    | 84        | +3 kola        | 11               | 3    |
| 5      | 8   | Giorgio Scarlatti Harry Schell  | Maserati    | 84        | +3 kola        | 12               | 1    |
| 6      | 34  | Mike Hawthorn                   | Ferrari     | 83        | +4 kola        | 10               |      |
| 7      | 22  | Tony Brooks                     | Vanwall     | 82        | +5 kol         | 3                | 1    |
| 8      | 32  | Luigi Musso                     | Ferrari     | 82        | +5 kol         | 9                |      |
| 9      | 10  | Paco Godia                      | Maserati    | 81        | +6 kol         | 15               |      |
| 10     | 14  | Horace Gould                    | Maserati    | 78        | +9 kol         | 18               |      |
| 11     | 28  | André Simon Ottorino Volonterio | Maserati    | 72        | +15 kol        | 16               |      |
| Ret    | 30  | Peter Collins                   | Ferrari     | 62        | Motor          | 7                |      |
| Ret    | 20  | Stuart Lewis-Evans              | Vanwall     | 49        | Motor          | 1                |      |
| Ret    | 6   | Jean Behra                      | Maserati    | 49        | Přehřátí       | 5                |      |
| Ret    | 16  | Bruce Halford                   | Maserati    | 47        | Motor          | 14               |      |
| Ret    | 4   | Harry Schell                    | Maserati    | 34        | Únik oleje     | 6                |      |
| Ret    | 24  | Jo Bonnier                      | Maserati    | 31        | Přehřátí       | 13               |      |
| Ret    | 12  | Luigi Piotti                    | Maserati    | 3         | Motor          | 17               |      |
| Zdroj: |     |                                 |             |           |                |                  |      |

Poznámky
1. ↑  Tony Brooks získal jeden bod za zajetí nejrychlejšího kola.

## Konečné pořadí po závodě
Pohár jezdců
|        | Pořadí | Jezdec             | Body    |
| ------ | ------ | ------------------ | ------- |
|        | 1      | Juan Manuel Fangio | 40 (46) |
|        | 2      | Stirling Moss      | 25      |
|        | 3      | Luigi Musso        | 16      |
|        | 4      | Mike Hawthorn      | 13      |
|        | 5      | Tony Brooks        | 11      |
| Zdroj: |        |                    |         |